# La rana que quiso ser buey

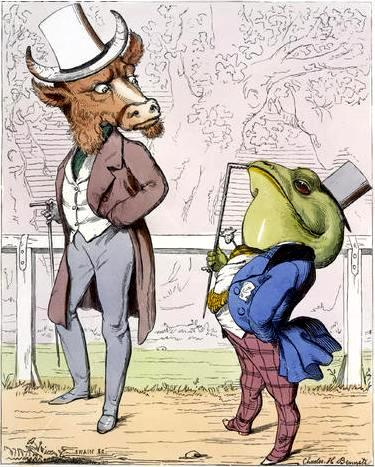
Interpretación de la fábula de Charles H. Bennettt de 1857

La rana que quiso ser buey es una fábula atribuida a Esopo y reescrita posteriormente por distintos fabulistas (como Jean de La Fontaine o Félix María Samaniego).
El majestuoso y corpulento buey se paseaba por el campo y pasó junto a una pequeña rana. Esta quedó admirada
de tanta grandeza y sintió envidia. ¿Por qué ella era tan insignificante, si otros animales podían ser tan grandes? Pensó entonces que bastaba proponerse
ser así enorme para conseguirlo
y se dispuso a hacer la prueba.
Abrió la boca y aspiró profundamente, inflándose: "¿Soy tan grande como el buey?" preguntó a las otras ranas.
"No con mucho" le contestaron.
Volvió a intentarlo otra vez y se hinchó
un poco más:
"¿Y ahora?".
"Te falta mucho" respondieron sus
hermanas.
Una tercera vez lo intentó, pero
la piel estirada no resistió más y
al inflarse nuevamente el animalito estalló con el esfuerzo.
Así murió la rana infeliz, queriendo ser como el buey.
Moraleja: la rana, por querer ser como el buey, no valoró lo que era y terminó viviendo y muriendo infeliz.
“Conocernos, valorarnos y aceptarnos como somos es fundamental para tener una vida plena
y feliz”.